# Instituto Biomédico da UNIRIO
O Instituto Biomédico (IB) é uma instituição brasileira pertencente ao Centro de Ciências Biológicas e da Saúde (CCBS) da Universidade Federal do Estado do Rio de Janeiro. Sua atividade refere a estudos em ensino, pesquisa e projetos de extensão, tendo sua sede no campus Frei Caneca, zona central do Rio de Janeiro.

## História
Foi fundado em 1971, sendo uma unidade da FEFIEG (Federação das Escolas Isoladas do Estado da Guanabara), que em 1975 seria a FEFIERJ (Federação das Escolas Federais Isoladas do Estado do Rio de Janeiro) e só em 1979 se tornaria um campus da Uni-Rio (Universidade do Rio de Janeiro), atualmente UNIRIO.

### Infraestrutura
O campus possui sete blocos (A a G), sendo o principal de 7 pavimentos (Pavilhão Alberto Soares de Meirelles). No espaço do campus também encontra-se o Anfiteatro Soares de Meirelles, uma biblioteca própria; possui seis departamentos de ensino, englobando os cursos de Biomedicina, Biologia, Enfermagem, Nutrição e Medicina
O diretor atual é o biólogo Prof. Dr. Marcello Xavier Sampaio, que antes trabalhava no Departamento de Microbiologia e Parasitologia.; além de ter cerca de 880 alunos, 75 docentes e 36 funcionários e conta com um ônibus escolar que faz o trajeto entre os outros campus da universidade, o Intercampi.

## Departamentos
- Departamento de Bioquímica
- Departamento de Ciências Morfológicas
- Departamento de Ciências Fisiológicas
- Departamento de Genética e Biologia Molecular
- Departamento de Microbiologia e Parasitologia
- Departamento de Saúde Coletiva

## Cursos
No IB são ministrados, parcialmente ou não, os seguintes cursos:
- Biomedicina (integral) (Curso de Graduação do IB)
- Ciências Biológicas (integral) (Instituto de Biociências)
- Medicina (integral) (Escola de Medicina e Cirurgia - EMC)
- Enfermagem (integral) (Escola de Enfermagem Alfredo Pinto)
- Nutrição (diurno/noturno) (Escola de Nutrição)
- Programa de Mestrado em Genética e Biologia Molecular (Instituto Biomédico)